# Eois neutraria
Eois neutraria là một loài bướm đêm trong họ Geometridae.